# بخش مرکزی شهرستان مهرستان
بخش مرکزی، یکی از بخش‌های شهرستان مهرستان در استان سیستان و بلوچستان ایران است. مرکز این بخش، شهر مهرستان است.

## تقسیمات کشوری
- بخش مرکزی شهرستان مهرستان
  - دهستان زابلی
  - دهستان دهی

شهر: مهرستان

## جمعیت
بر پایه سرشماری عمومی نفوس و مسکن در سال ۱۳۹۵، جمعیت بخش مرکزی شهرستان مهرستان برابر با ۴۳٬۵۷۳ نفر بوده‌است.